# Delias talboti
Delias talboti is een vlindersoort uit de familie van de Pieridae (witjes), onderfamilie Pierinae.
Delias talboti werd in 1915 beschreven door Joicey & Noakes.